# Liên hoan Sân khấu Đường phố Quốc Tế ULICA

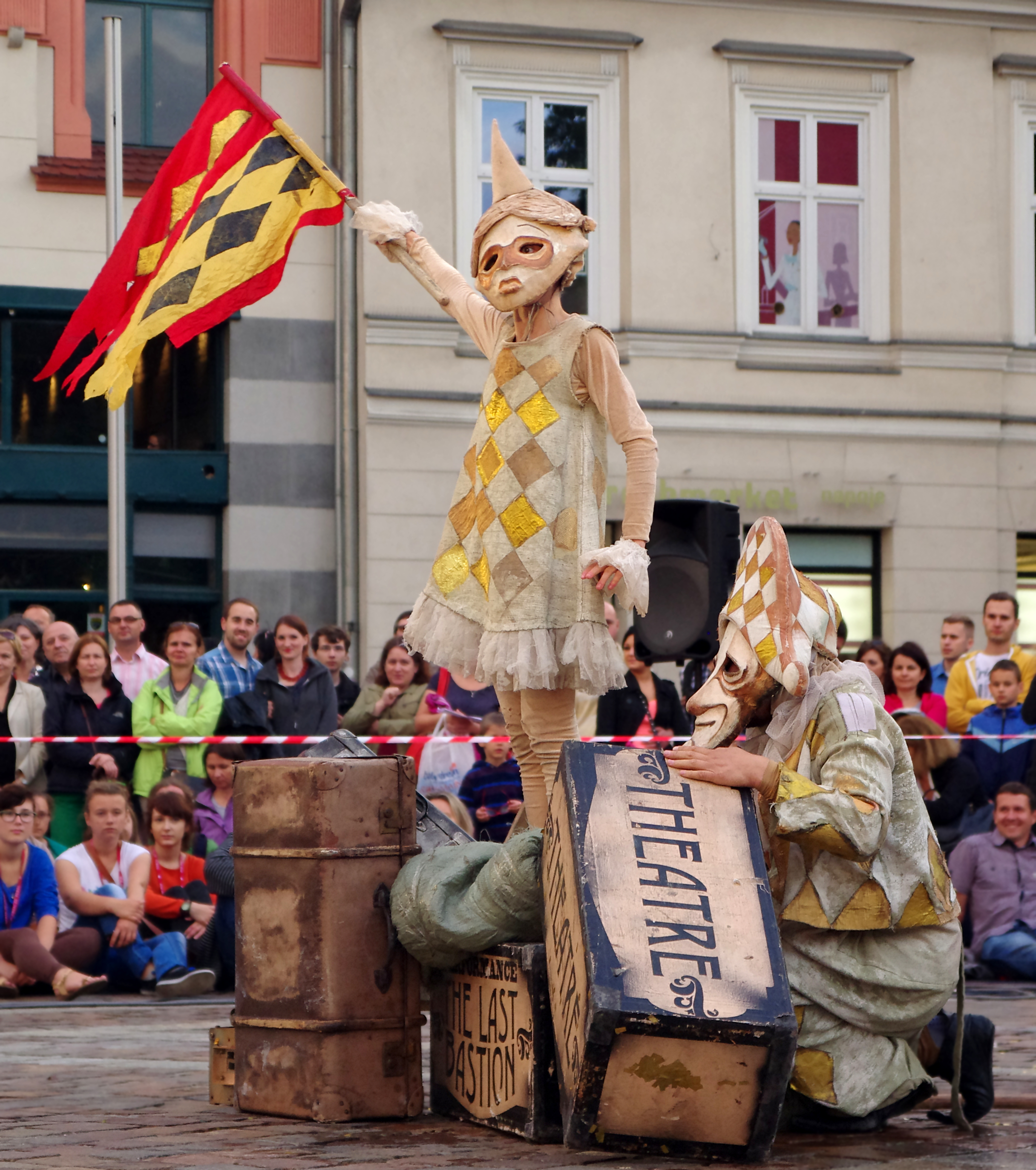
Màn diễn "The Last Bastion" tại Liên hoan Sân khấu Đường phố Quốc tế ULICA lần thứ 27, Kraków (2014)

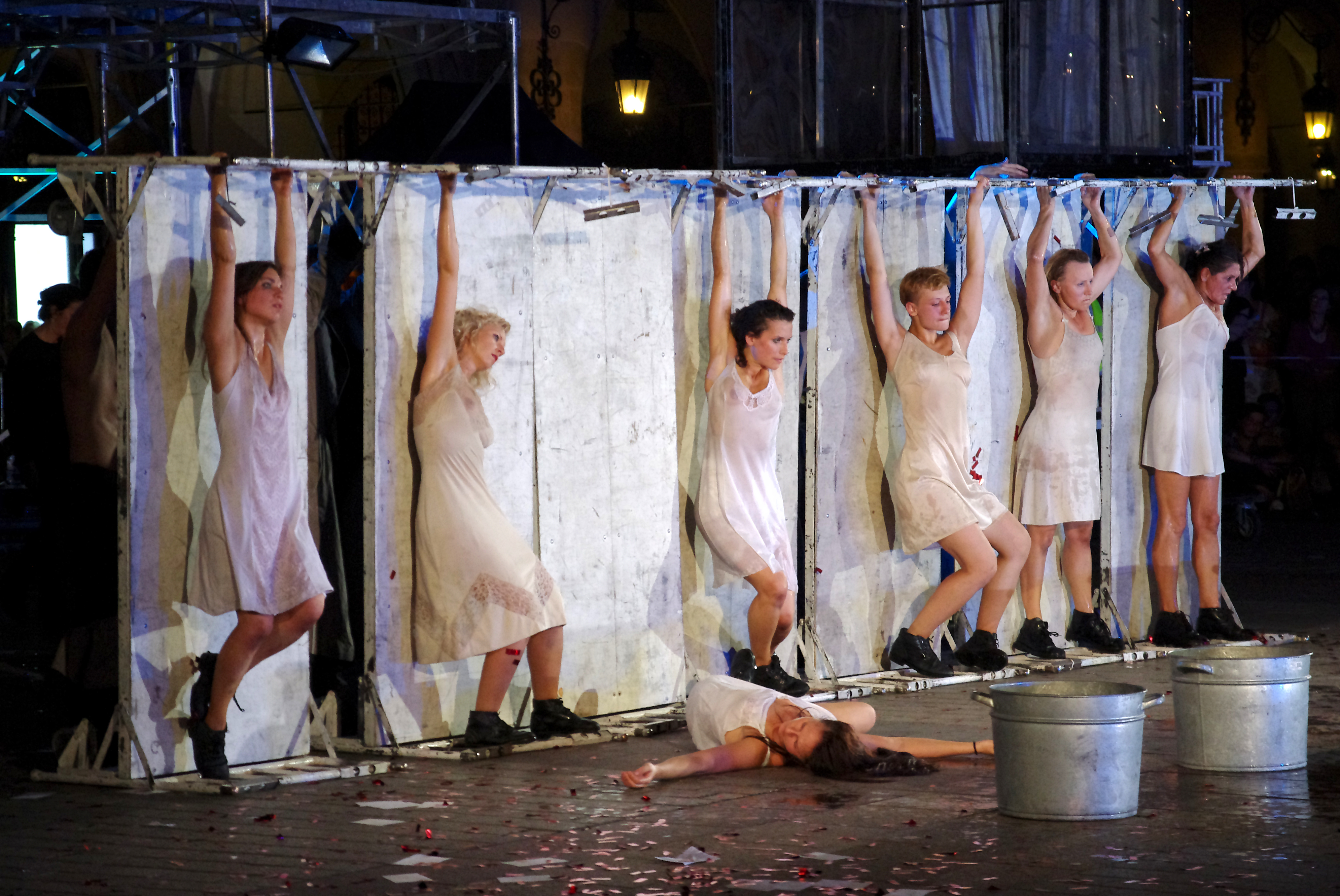
Các nữ diễn viên của Nhà hát KTO tại Liên hoan Sân khấu Đường phố Quốc tế ULICA lần thứ 25, Kraków (2012)

Màn diễn "Highlights" và "Clowning Exposure" tại Liên hoan Sân khấu Đường phố Quốc tế ULICA lần thứ 32, Kraków (2019)

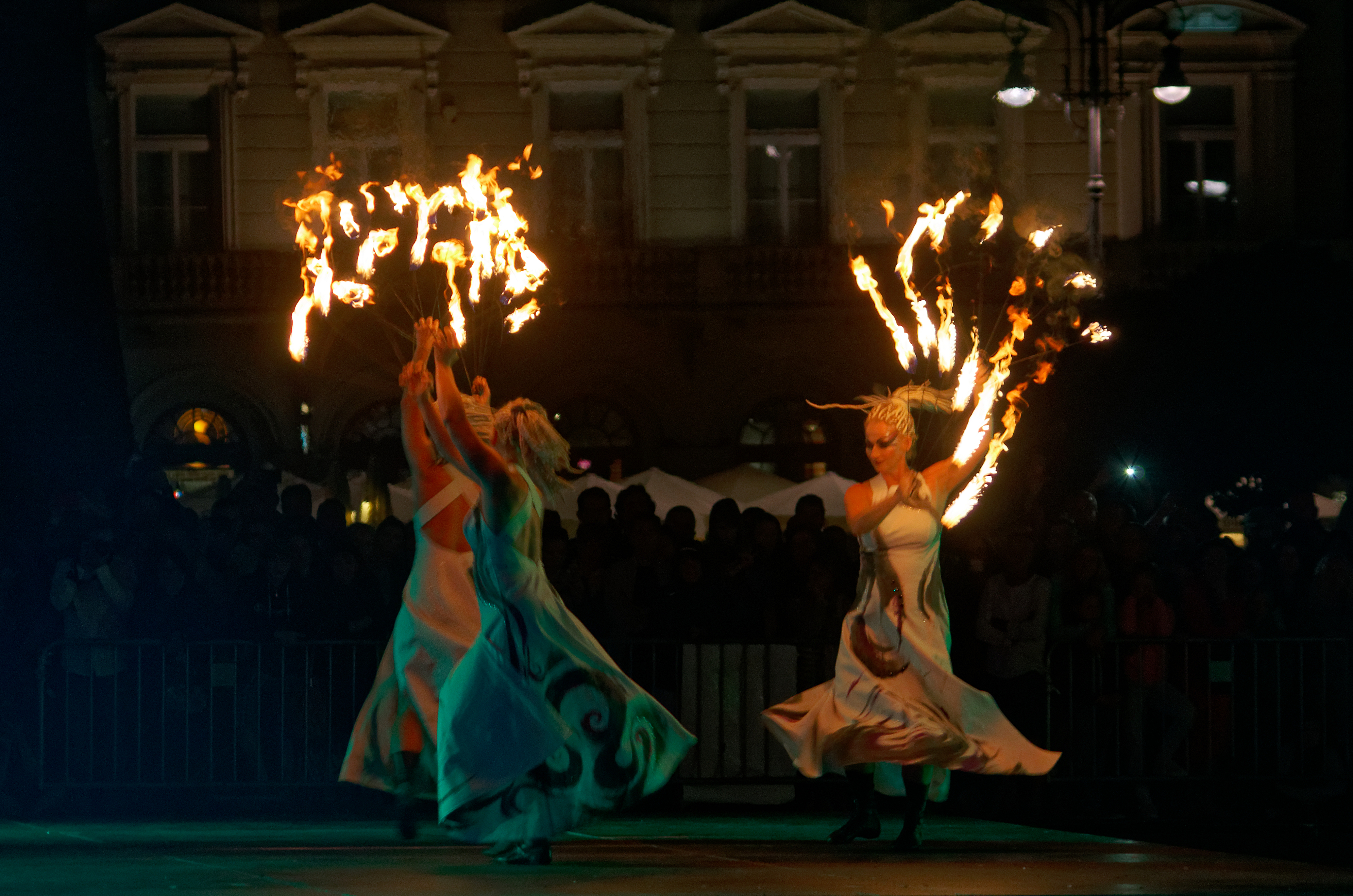
Màn diễn "Parada kuglarzy" tại Liên hoan Sân khấu Đường phố Quốc tế ULICA lần thứ 32, Kraków (2019)

Liên hoan Sân khấu Đường phố Quốc tế ULICA (tiếng Ba Lan: Międzynarodowy Festiwal Teatrów Ulicznych Ulica) là một trong những lễ hội sân khấu đường phố nổi tiếng ở Kraków, Ba Lan, bắt đầu được tổ chức từ năm 1988. Nhà hát KTO là đơn vị tổ chức Liên hoan này.
Vào tháng 7 hàng năm, các nhà hát đường phố từ khắp Ba Lan và nước ngoài đến tham gia Liên hoan này đã biến trung tâm lịch sử của thành phố Kraków trở thành sự kiện văn hóa được hàng chục nghìn người mong đợi theo dõi. Các nhà hát từ Úc, Chile, Romania và thậm chí cả Togo (châu Phi) đã từng biểu diễn ở đây. Các buổi biểu diễn thường diễn ra cùng lúc tại các địa danh ở Phố cổ Kraków như: Quảng trường chính, Quảng trường Szczepański và Quảng trường Mały Rynek.

## Thưởng thức
Những người dân ở Kraków và du khách quốc tế chỉ cần đi dạo trong Phố Cổ Kraków là có thể dễ dàng xem tới hàng chục buổi biểu diễn khác nhau, từ những màn diễn khá nghiệp dư đến những màn biểu diễn chuyên nghiệp đặc sắc, vào bất kỳ ngày nào của lễ hội, từ sáng sớm đến chiều tối muộn. Các chương trình còn miễn phí và thường không yêu cầu bất kỳ kỹ năng ngôn ngữ nào bởi vì các màn biểu diễn thường là kịch câm, mặt nạ, khiêu vũ, cà kheo, ảo thuật và nhiều hình thức nghệ thuật sân khấu khác.

## Chủ đề
Từ năm 2007, mỗi lần tổ chức Liên hoan được thực hiện theo các chủ đề chính. Trong đó, Liên hoan Sân khấu Đường phố Quốc tế ULICA rất nổi tiếng và thành công với chủ đề: Sự giao thoa của hai thế giới - rạp xiếc và nhà hát đường phố (chủ đề năm 2019).
Riêng năm 2020, Liên hoan Sân khấu Đường phố Quốc tế ULICA lần thứ 33 ở Kraków buộc phải diễn ra từ ngày 04/09/2020 đến hết ngày 06/09/2020 (thay vì tháng 7 hàng năm) do ảnh hưởng của đại dịch COVID-19.